# داستین لنس بلک
داستین لنس بلک (به انگلیسی: Dustin Lance Black) (زادهٔ ۱۰ ژوئن ۱۹۷۴) فیلم‌نامه‌نویس، کارگردان، تهیه‌کننده و فعال حقوق همجنس‌گرایان آمریکایی است. او برای نوشتن فیلم‌نامه میلک جایزه اسکار بهترین فیلم‌نامه غیر اقتباسی را در سال ۲۰۰۹ دریافت کرد. نمایش‌نامه ۸ درباره قانونی‌سازی ازدواج همجنس‌گرایان در آمریکا و فیلم‌نامه جی. ادگار به کارگردانی کلینت ایستوود از دیگر آثار او هستند.